# ヘクシス
ヘクシス(hexis)は、ギリシア語で「所有」もしくは「状態」を表わす語。
アリストテレスでは、まず 10範疇の1つとして、あるもの (たとえば靴) を身につけている状態をさすが、より重要なのは倫理学的概念として徳の規定に使われる場合である。
あるいは態度、外観、装い、様子、性質、習慣などを意味する。トマス・アクィナスの倫理学の重要な概念。人間は善への志向をもつが，その構成契機のうち情念(passio)とともに道徳的選択に影響を与えるものがハビトゥス(habitus)で、行為によって獲得された習慣である。